# Brachystegia
Brachystegia ist eine Pflanzengattung in der Unterfamilie der Johannisbrotgewächse (Caesalpinioideae) innerhalb der Familie der Hülsenfrüchtler (Fabaceae). Die etwa 26 Laubbaum-Arten sind im tropischen Afrika heimisch und viele Arten gehören zur Miombo-Vegetation.

## Beschreibung

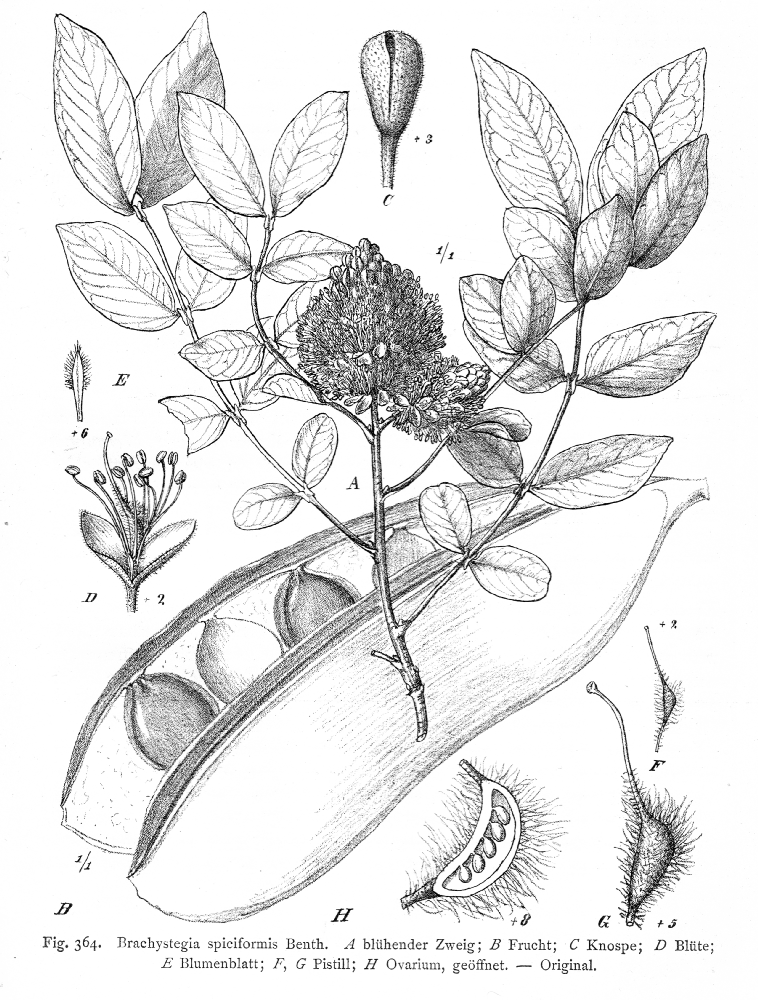
Illustration von Brachystegia spiciformis

### Vegetative Merkmale
Brachystegia-Arten wachsen als unbewehrte Bäume. Die wechselständig an den Zweigen angeordneten Laubblätter sind in Blattstiel und -spreite gegliedert. Die paarig gefiederte Blattspreite enthält meist vier bis viele, selten auch zwei bis drei Paare von gegenständigen, ungestielten, sitzenden Fiederblättchen. Es befinden sich Drüsen am Blattstiel und der Blattrhachis. Nebenblätter sind vorhanden.

### Generative Merkmale
In endständige, einfachen oder zusammengesetzten, traubigen Blütenstände stehen meist viele Blüten zusammen. Die Blüten stehen jeweils über zwei gut entwickelten, kelchartigen und klappigen Deckblättern, die die Blütenknospe voll umschließen und während der Anthese an der Blüte verbleiben.
Es sind keine bis elf, meist vier bis sieben Blütenhüllblätter vorhanden, sie sind ungleich und reduziert, schuppenförmig. Es sind meist zehn, im unteren Teil mehr oder weniger verwachsene Staubblätter vorhanden. Der oberständige, meist behaarte Fruchtknoten ist mehr oder weniger gestielt mit einem schlanken Griffel. Oft ist ein Diskus vorhanden.
Die verkahlende sowie holzige Hülsenfrucht ist flach, länglich bis kahnförmig und das obere Ende ist oft geschnäbelt. Die Früchte sind oft auf einer Seite entlang der Naht beidseits kurz geflügelt. Die Hülsenfrucht öffnet sich bei Reife und dabei verdrehen sich die zwei Fruchtklappen. Die rundlichen Samen sind flach.

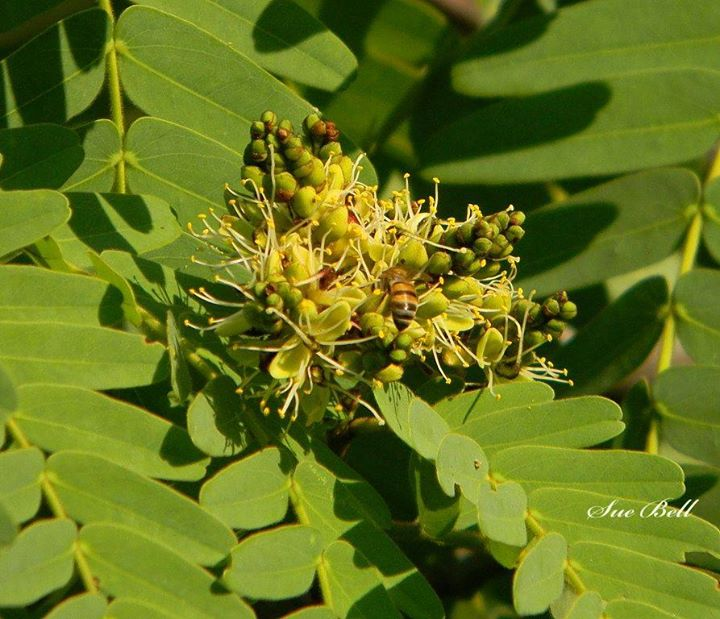
Brachystegia boehmii

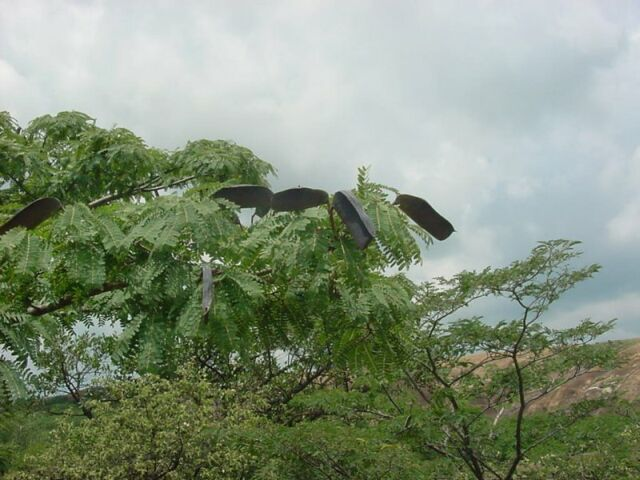
Brachystegia glaucescens

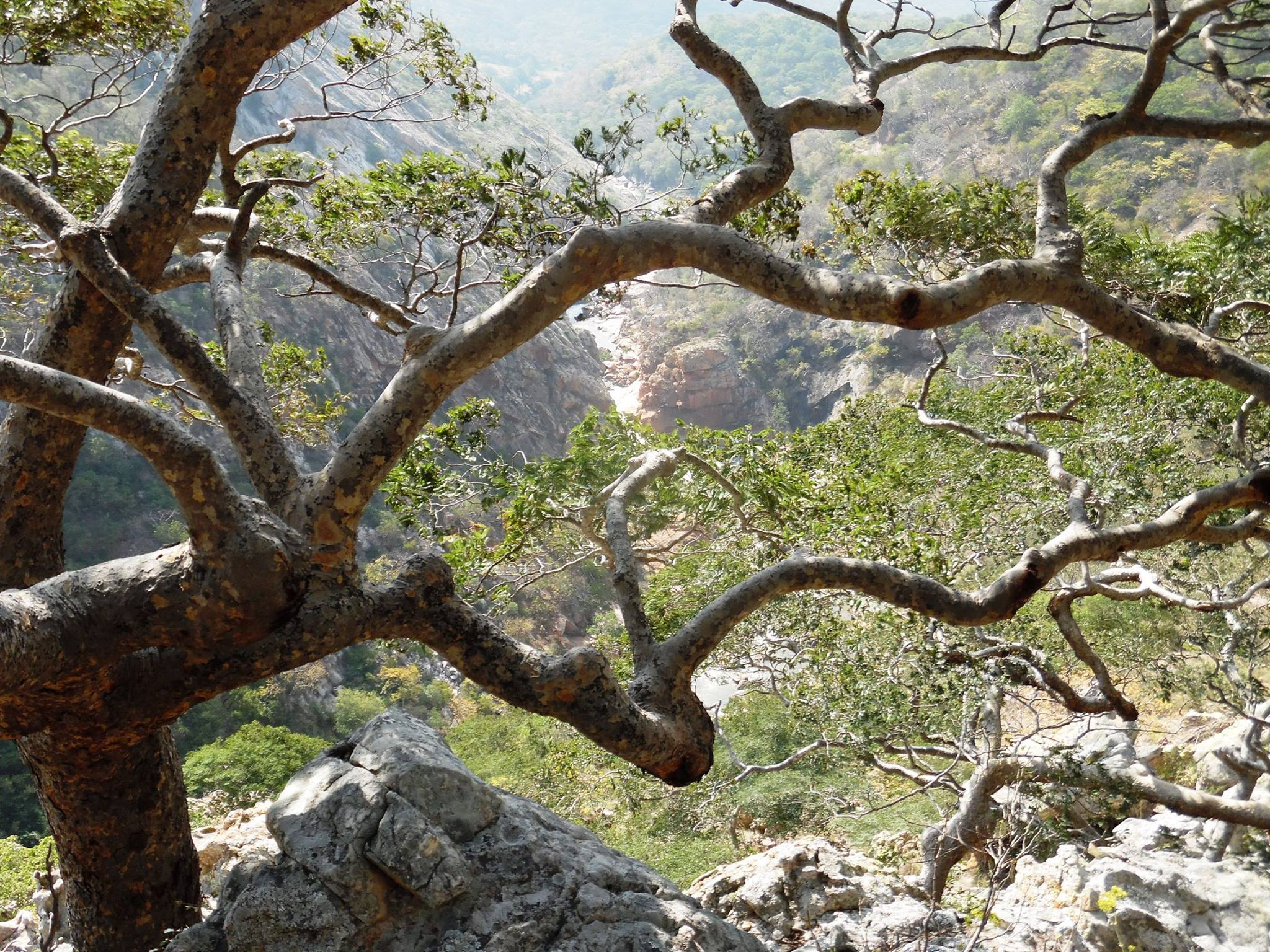
Brachystegia tamarindoides

## Systematik und Verbreitung
Die Gattung Brachystegia wurde 1865 durch George Bentham in Genera Plantarum, 1, S. 582 aufgestellt. Die Gattung Brachystegia gehört zur Tribus Detarieae in der Unterfamilie Caesalpinioideae innerhalb der Familie der Fabaceae.
Es  gibt etwa 26 Brachystegia-Arten, die alle im tropischen Afrika heimisch sind:
- Brachystegia allenii Burtt Davy & Hutch.: Sie kommt in Tansania, Mosambik, Sambia, Simbabwe und Malawi vor.[3]
- Brachystegia angustistipulata De Wild.
- Brachystegia bakeriana Burtt Davy & Hutch.
- Brachystegia bequaertii De Wild.
- Brachystegia boehmii Taub.: Sie kommt in Tansania, in der Republik Kongo, in Angola, Malawi, Mosambik, Sambia, Simbabwe und Botswana vor.[3]
- Brachystegia bussei Harms: Sie kommt in Tansania, Malawi, Mosambik und Sambia vor.[3]
- Brachystegia cynometroides Harms: Sie kommt nur in Kamerun vor.[3]
- Brachystegia eurycoma Harms: Sie kommt in Kamerun und in Nigeria vor.[3]
- Brachystegia floribunda Benth.: Sie kmmt in Tansania, Angola, Malawi, Mosambik und Sambia vor.[3]
- Brachystegia glaberrima R.E.Fr.
- Brachystegia glaucescens Burtt Davy & Hutch.: Sie kommt in Sambia vor.[3]
- Brachystegia gossweileri Burtt Davy & Hutch.
- Brachystegia kennedyi Hoyle: Sie kommt nur im südlichen Nigeria vor.[3]
- Brachystegia laurentii (De Wild.) Louis ex Hoyle
- Brachystegia leonensis Burtt Davy & Hutch.
- Brachystegia longifolia Benth.: Sie kommt in Tansania, Angola, Malawi, Mosambik und Sambia vor.[3]
- Brachystegia lujae De Wild.
- Brachystegia manga De Wild.: Sie kommt in Tansania, Malawi, Mosambik und Sambia vor.[3]
- Brachystegia microphylla Harms
- Brachystegia mildbraedii Harms
- Brachystegia nigerica Hoyle & A.P.D.Jones: Sie kommt in Nigeria vor.[3]
- Brachystegia puberula Burtt Davy & Hutch.
- Brachystegia russelliae I.M.Johnst.
- Brachystegia spiciformis Benth.
- Brachystegia stipulata De Wild.
- Brachystegia tamarindoides Benth.: Sie kommt in Tansania, Angola, Malawi, Mosambik, Simbabwe und Sambia vor. Es gibt etwa zwei Unterarten.[3]
- Brachystegia taxifolia Harms: Sie kommt in Tansania, Malawi und Sambia vor.[3]
- Brachystegia utilis Burtt Davy & Hutch.: Sie kommt in Tansania, Malawi, Mosambik, Sambia und Simbabwe vor.[3]
- Brachystegia wangermeeana De Wild.: Sie kommt in Tansania, Angola und Sambia vor.[3]

## Nutzung
Das Holz beispielsweise der Arten Brachystegia cynometroides, Brachystegia eurycoma, Brachystegia leonensis, Brachystegia nigerica wird genutzt. Handelsnamen sind: naga, ekop-naga, bogdei, tebako, okwen, mendou oder meblo.